# Луїза Шарлотта Гогенлое-Лангенбурзька
Луїза Шарлотта Гогенлое-Лангенбурзька (нім. Luise Charlotte zu Hohenlohe-Langenburg, 20 грудня 1732 — 5 серпня 1777) — німецька принцеса з династії Гогенлое, донька князя Гогенлое-Лангенбургу Людвіга та графині Нассау-Саарбрюкенської Елеонори, дружина князя Гогенлое-Кірхбергу Крістіана Фрідріха Карла.

## Біографія
Народилась 20 грудня 1732 року у Лангенбурзі. Була п'ятою дитиною та третьою донькою в родині графа Гогенлое-Лангенбургу Людвіга та його дружини Елеонори Нассау-Саарбрюкенської. Мала старшого брата Крістіана Альбрехта та двох сестер, які невдовзі померли. Ще один брат пішов з життя немовлям до її народження. Згодом сімейство поповнилося вісьмома молодшими дітьми, з яких шестеро досягли дорослого віку. 
Резиденцією родини був Лангенбурзький замок в долині Ягста. Літо проводили у маєтку Лінденбронн, будівництво якого завершилося у 1743 році.

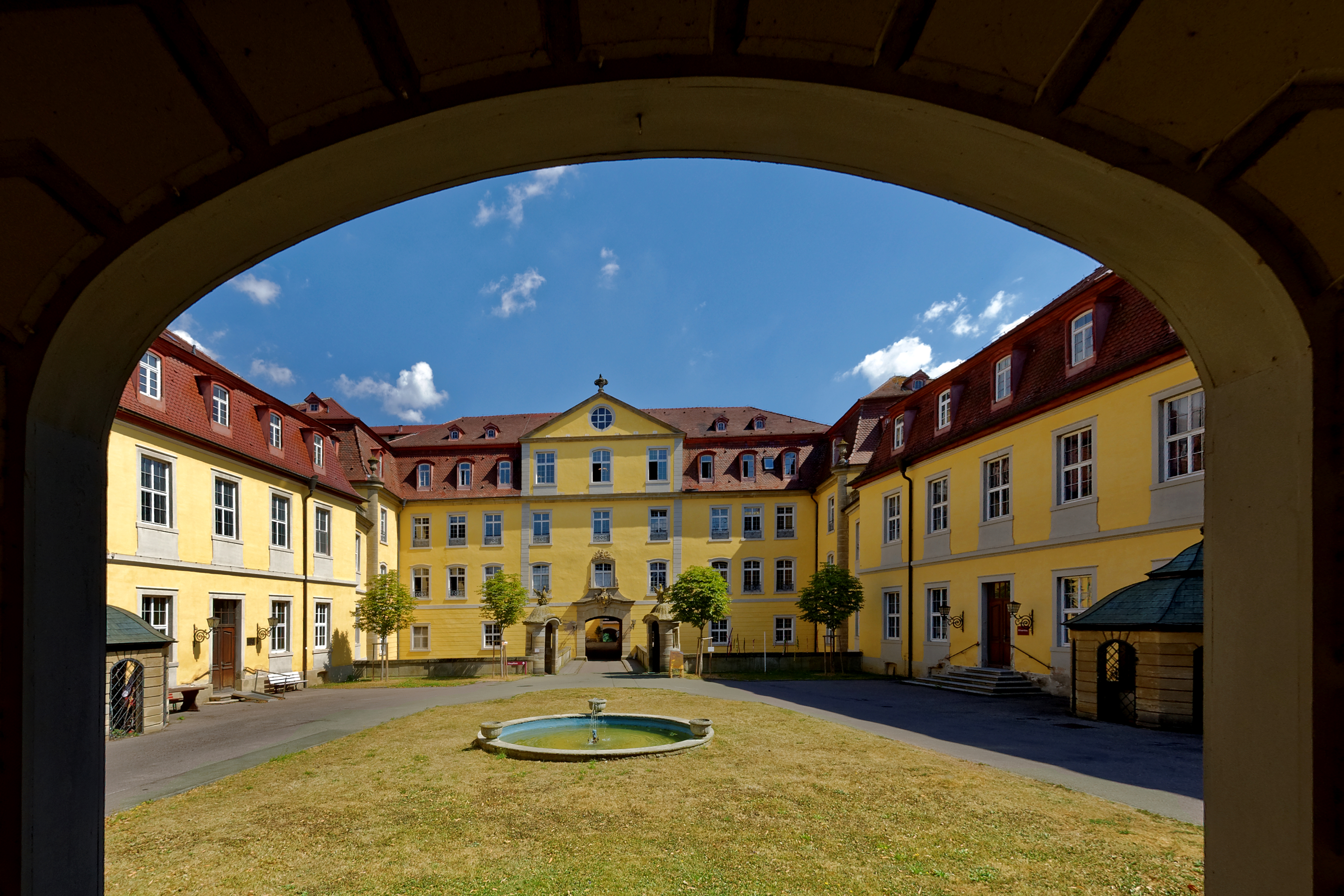
Замок Кірхберг, 2015

У 27-річному віці Луїза Шарлотта взяла шлюб із 30-річним Крістіаном Фрідріхом Гогенлое-Кірхберзьким, сином правлячого графа Гогенлое-Кірхбергу Карла Августа. Весілля відбулося 4 червня 1760 року у Лангенбурзі. Мешкали у замку Кірхберг. У подружжя народилося двоє доньок.
У 1764 року її батько та свекор отримали від імператора Священної Римської імперії титули імперських князів, а Гогенлое-Лангенбург та Гогенлое-Кірхберг стали князівствами. Наприкінці весни 1767 року чоловік успадкував князівство після смерті батька.
Померла за тиждень після народження молодшої доньки. Була похована у Кірхберзі.

## Родина
Чоловік — Крістіан Фрідріх Карл.
Діти:
- Кароліна Генрієтта (1761—1849) — дружина князя Ройсс-Шляйцу Генріха XLII, мала восьмеро дітей;
- Шарлотта Амалія (1777—1791) — прожила 13 років.